# Хиндуистичке сахране
Хиндуистичке сахране варирају у зависности од врсте заједнице. У Индији, Индонезији и на Непалу оне имају извесних заједничких карактеристика. Тело покојника обично се кремира, а пепео се посипа по неком светом месту.
Хиндуизам садржи веровање у реинкарнацију: верују да приликом смрти дух напушта тело и враћа се на земљу у другом телу на свом путу према нирвани. Већина хиндуистичких погребних обичаја има за циљ да помогне духу у процесу новог рађања.